# Suppiluliuma (Pattin)

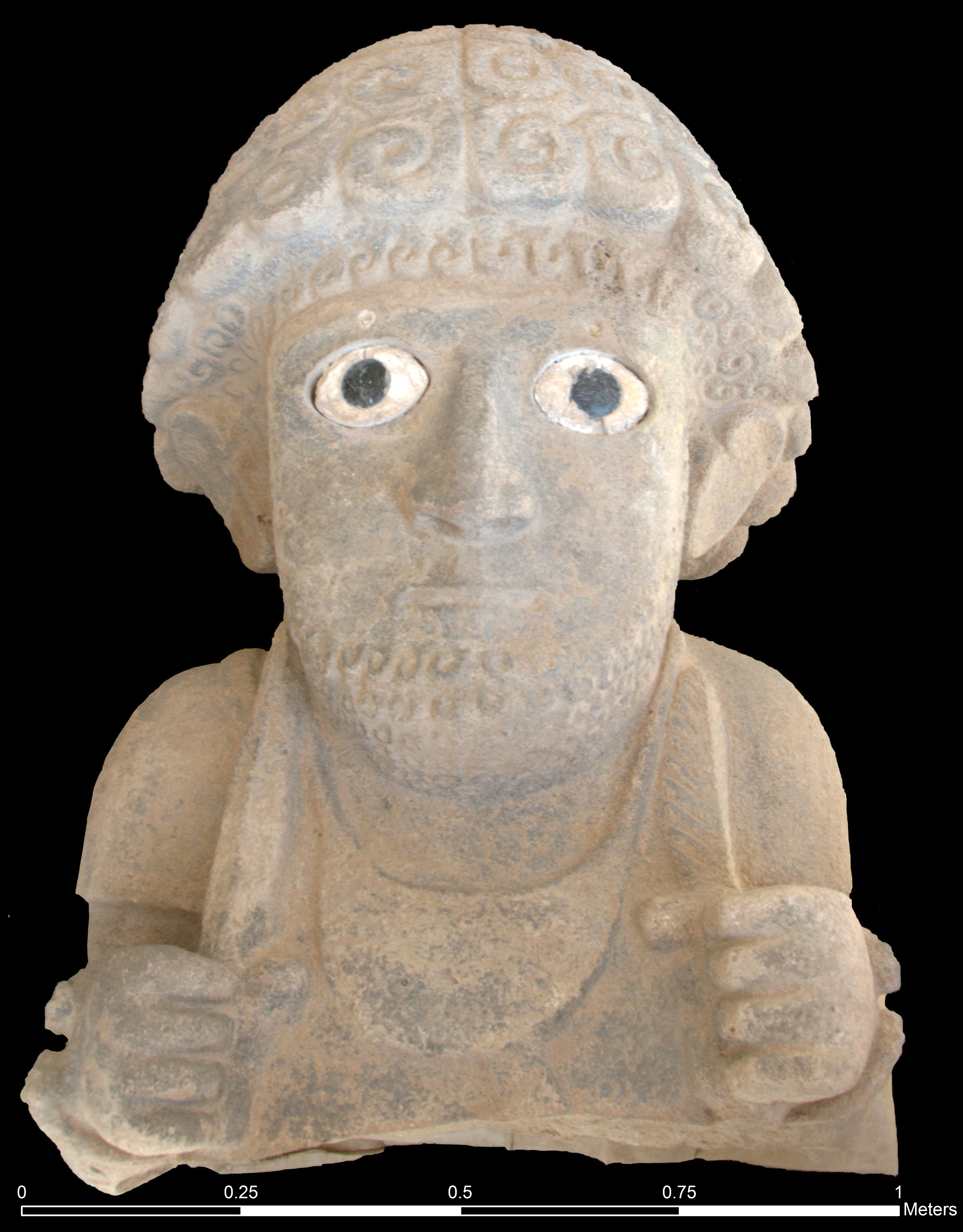
Suppiluliuma, 2012 in Ta'yinat entdeckter Torso

Suppiluliuma (assyrisch Sapalulme) war ein neo-hethitischer König von Pattin, der in assyrischen Quellen um 858/57 v. Chr. belegt ist.
König Suppiluliuma von Pattin war Mitglied einer antiassyrischen Allianz nordsyrischer und nordmesopotamischer Staaten, deren andere Mitglieder Aḫuni von Bit-Adini, Sangara von Karkemiš und Hajjanu von Samʼal waren. Diese Allianz griff im Jahre 858 v. Chr. das Heer des assyrischen Königs Šalmaneser III. bei der Stadt Lutibu (evtl. das heutige Sakçagözü) an der Grenze von Sam'al an. Ein Kampf im weiter nördlich gelegenen Sam'al hatte für Suppiluliuma den Vorteil, dass er den Kampf von seinem eigenen Territorium fernhalten konnte. Die antiassyrische Allianz wurde von den Assyrern besiegt, doch nicht geschlagen.
Nach dem Sieg in Sam'al zog das assyrische Heer südwärts weiter auf das Staatsgebiet von Pattin und bedrohte die befestigte Stadt Alimuš oder Ališir. Angesichts der assyrischen Gefahr versammelte Suppiluliuma von Pattin das antiassyrische Koalitionsheer erneut. Zusätzlich wurde die Allianz noch durch die Truppen von Kate von Que, Piḫirim von Ḫilakku, Burannati vom Araberstamm der Jasbuq und Adanu von Jaḫan in Bit-Agusi verstärkt. Trotz Truppenverstärkung unterlag die antiassyrische Allianz den Assyrern und die syrischen Staaten wurden dem assyrischen Reich für mindestens fünf Jahre untertan. Über das weitere Schicksal von Suppiluliuma von Pattin ist nichts bekannt.
Die 2012 entdeckte Kolossalstatue eines Suppiluliuma ist paläographisch wohl in das 9. Jahrhundert zu datieren und könnte daher den hier behandelten Namensträger bezeichnen. Die auf der Rückseite der Skulptur befindliche hieroglyphenluwische Inschrift ist zurzeit (2018) noch unpubliziert.